# Gheorghe Petrașcu
Gheorghe Petrașcu (ur. 1 grudnia 1872 w Tecuci, zm. 1 maja 1949 w Bukareszcie) – rumuński malarz.

## Życiorys
Od 1893 do 1898 studiował w szkole sztuk pięknych w Bukareszcie, a od 1899 do 1902 w Academié Julian w Paryżu. Malował pejzaże, widoki wnętrz i martwe natury, stylistycznie będące pomiędzy impresjonizmem a ekspresjonizmem. Jedno z ważniejszych jego dzieł to Widok Wenecji z lat 20. XX w. W latach 1929–1940 był dyrektorem Pinacoteca Națională w Bukareszcie. W 1936 został członkiem Akademii Rumuńskiej. Został odznaczony Legią Honorową.